# Tom Wilkinson
Thomas Geoffrey "Tom" Wilkinson OBE (5 tháng 2 năm 1948  –  30 tháng 12 năm 2023) là một diễn viên người Anh. Ông đã được đề cử Academy Award hai lần, cho các vai diễn của ông trong In the Bedroom và Michael Clayton. Năm 2009, ông giành được Giải Quả cầu vàng và Primetime Emmy Award cho vai phụ xuất sắc nhất trong một Miniseries hoặc Film cho vai diễn Benjamin Franklin trong John Adams.

## Tiểu sử
Wilkinson sinh ở Wharfedale, Yorkshire, Anh, con trai của Marjorie và Thomas Wilkinson, một nông dân. Lúc lên 4 tuổi, cậu bé cùng gia đình chuyển đến Canada, nơi họ sinh sống nhiều năm trước khi trở về Anh và quản lý một quán rượu ở Cornwall. Wilkinson tốt nghiệp từ Đại học Kent, nơi anh là một thành viên của Hội kịch T24 (lúc đó có tên là UKCD) và theo học Học viện Kịch Hoàng gia.
Wilkinson hiện sống ở Bắc London với vợ, nữ diễn viên Diana Hardcastle, và hai con, Alice và Molly.
Năm 2011, Wilkinson và Hardcastle vào vai vợ và chồng Joe và Rose Kennedy trong loạt tiểu phẩm The Kennedys.
Ông đột ngột qua đời tại nhà riêng vào ngày 30 tháng 12 năm 2023, thọ 75 tuổi.

## Danh sách phim tham gia
| Năm  | Phim                                  | Vai                              | Ghi chú |
| ---- | ------------------------------------- | -------------------------------- | --- |
| 1976 | Smuga cienia                          | Chef Ransome                     | Polish adaptation of Joseph Conrad's The Shadow Line |
| 1983 | Spyship                               | Martin Taylor                    | BBC television miniseries (6 episodes) loosely based on the loss of FV Gaul in 1974 |
| 1984 | Parker                                | Tom                              | |
| 1984 | A Pocket Full of Rye                  | Detective Inspector Neele        | Television film; TV adaptation of the Agatha Christie novel with Joan Hickson as Miss Marple |
| 1985 | Sylvia                                | Keith Henderson                  | |
| 1985 | Wetherby                              | Roger Braithwaite                | |
| 1986 | Sharma and Beyond                     | Vivian                           | |
|      | First Among Equals                    | Raymond Gould                    | Series phim truyền hình |
| 1988 | The Attic: The Hiding of Anne Frank   | Silberbauer                      | Phim truyền hình |
| 1989 | First and Last                        | Stephen                          | Phim truyền hình |
| 1990 | Inspector Morse                       | Music Master Jake Normington     | Tập: "The Infernal Serpent" (series 4) |
| 1990 | Paper Mask                            | Dr. Thorn                        | |
| 1991 | Prime Suspect                         | Peter Rawlins                    | Television miniseries |
| 1993 | In the Name of the Father             | Grant Richardson                 | |
| 1994 | Priest                                | Father Matthew Thomas            | |
| 1994 | Performance                           | Duke Vincentio                   | Tập: "Measure for Measure" |
| 1994 | Martin Chuzzlewit                     | Seth Pecksniff                   | Television miniseries Đề cử — British Academy Television Award for Best Actor |
| 1994 | A Business Affair                     | Bob                              | |
| 1994 | Prince of Jutland                     | Hardvendel                       | |
| 1995 | Sense and Sensibility                 | Mr. Dashwood                     | |
| 1996 | The Ghost and the Darkness            | Robert Beaumont                  | |
| 1996 | Eskimo Day                            | Hugh Lloyd                       | |
| 1997 | Smilla's Sense of Snow                | Prof. Loyen                      | |
| 1997 | The Full Monty                        | Gerald                           | BAFTA Award for Best Actor in a Supporting Role Screen Actors Guild Award for Outstanding Performance by a Cast in a Motion Picture Đề cử — MTV Film Award for Best Dance Sequence |
| 1997 | Wilde                                 | Marquess of Queensberry          | |
| 1997 | Oscar and Lucinda                     | Hugh Stratton                    | |
| 1997 | Cold Enough for Snow                  | Hugh Lloyd                       | Phim truyền hình Đề cử — British Academy Television Award for Best Actor |
| 1998 | The Governess                         | Mr. Charles Cavendish            | |
| 1998 | Rush Hour                             | Thomas Griffin/Juntao            | |
| 1998 | Shakespeare in Love                   | Hugh Fennyman                    | Screen Actors Guild Award for Outstanding Performance by a Cast in a Motion Picture Đề cử — BAFTA Award for Best Actor in a Supporting Role |
| 1999 | Ride with the Devil                   | Orton Brown                      | |
| 1999 | Molokai: The Story of Father Damien   | Brother Joseph Dutton            | |
| 1999 | David Copperfield                     | Narrator (Old David Copperfield) | |
| 2000 | Essex Boys                            | John Dyke                        | |
| 2000 | The Patriot                           | General Charles Lord Cornwallis  | |
| 2000 | Chain of Fools                        | Robert Bollingsworth             | |
| 2001 | In the Bedroom                        | Matt Fowler                      | Independent Spirit Award for Best Male Lead New York Film Critics Circle Award for Best Actor New York Film Critics Online Award for Best Actor Sundance Film Festival Special Jury Prize for Dramatic Acting (shared with Sissy Spacek) Đề cử — Academy Award for Best Actor Đề cử — American Film Institute Award for Actor of the Year Đề cử — BAFTA Award for Best Actor in a Leading Role Đề cử — Chicago Film Critics Association Award for Best Actor Đề cử — Dallas-Fort Worth Film Critics Association Award for Best Actor Đề cử — Las Vegas Film Critics Society Award for Best Actor Đề cử — Los Angeles Film Critics Association Award for Best Actor Đề cử — National Society of Film Critics Award for Best Actor Đề cử — Online Film Critics Society Award for Best Actor Đề cử — Screen Actors Guild Award for Outstanding Performance by a Cast in a Motion Picture Đề cử — Screen Actors Guild Award for Outstanding Performance by a Male Actor in a Leading Role Đề cử — Southeastern Film Critics Association Award for Best Actor Đề cử — Vancouver Film Critics Circle Award for Best Actor |
| 2001 | Another Life                          | Mr. Carlton                      | |
| 2001 | Black Knight                          | Sir Knolte of Malborough         | |
| 2002 | The Gathering Storm                   | Sir Robert Vansittart            | Phim truyền hình |
| 2002 | The Importance of Being Earnest       | Dr. Frederick Chasuble           | |
| 2003 | Normal                                | Roy Applewood                    | Đề cử — Golden Globe Award for Best Actor – Miniseries or Television Film Đề cử — Primetime Emmy Award for Outstanding Lead Actor in a Miniseries or a Movie Đề cử — Satellite Award for Best Actor – Miniseries or Television Film |
| 2003 | Girl with a Pearl Earring             | Pieter Van Ruijven               | |
| 2004 | If Only                               | Taxi driver                      | |
| 2004 | Piccadilly Jim                        | Bingley Crocker                  | |
| 2004 | Eternal Sunshine of the Spotless Mind | Dr. Howard Mierzwiak             | |
| 2004 | Stage Beauty                          | Betterton                        | |
| 2004 | A Good Woman                          | Tuppy                            | |
| 2005 | Ripley Under Ground                   | John Webster                     | |
| 2005 | Batman Begins                         | Carmine Falcone                  | Lồng tiếng cho cùng nhân vật trong game cùng tên được chuyển thể từ phim. |
| 2005 | The Exorcism of Emily Rose            | Father Moore                     | |
| 2005 | Separate Lies                         | James Manning                    | Đề cử — London Critics Circle Film Award for British Actor of the Year |
| 2006 | The Night of the White Pants          | Max Hagan                        | |
| 2006 | The Last Kiss                         | Stephen                          | |
| 2007 | Dedication                            | Rudy Holt                        | |
| 2007 | Cassandra's Dream                     | Howard                           | |
| 2007 | Michael Clayton                       | Arthur Edens                     | London Film Critics Circle Award for British Supporting Actor of the Year Satellite Award for Best Supporting Actor – Motion Picture Đề cử — Academy Award for Best Supporting Actor Đề cử — BAFTA Award for Best Actor in a Supporting Role Đề cử — Broadcast Film Critics Association Award for Best Supporting Actor Đề cử — Chicago Film Critics Association Award for Best Supporting Actor Đề cử — Dallas-Fort Worth Film Critics Association Award for Best Supporting Actor Đề cử — Golden Globe Award for Best Supporting Actor – Motion Picture Đề cử — London Film Critics Circle Award for British Actor of the Year Đề cử — Online Film Critics Society Award for Best Supporting Actor Đề cử — Prism Award for Performance in a Feature Film Đề cử — San Diego Film Critics Society Award for Best Supporting Actor Đề cử — Screen Actors Guild Award for Outstanding Performance by a Male Actor in a Supporting Role Đề cử — St. Louis Gateway Film Critics Association Award for Best Supporting Actor Đề cử — Vancouver Film Critics Circle Award for Best Supporting Actor                       |
| 2008 | John Adams                            | Benjamin Franklin                | Golden Globe Award for Best Supporting Actor - Series, Miniseries or Television Film Primetime Emmy Award for Outstanding Lead Actor in a Miniseries or a Movie Đề cử — Monte Carlo TV Festival Award for Outstanding Actor – Mini Series Đề cử — Screen Actors Guild Award for Outstanding Performance by a Male Actor in a Miniseries or Television Movie |
| 2008 | Recount                               | James Baker                      | Đề cử — Golden Globe Award for Best Actor - Miniseries or Television Film Đề cử — Primetime Emmy Award for Outstanding Lead Actor in a Miniseries or a Movie Đề cử — Satellite Award for Best Actor – Miniseries or Television Film |
| 2008 | RocknRolla                            | Lenny Cole                       | |
| 2008 | Valkyrie                              | Friedrich Fromm                  | |
| 2008 | A Number                              | Salter                           | Đề cử — Screen Actors Guild Award for Outstanding Performance by a Male Actor in a Miniseries or Television Movie |
| 2009 | Duplicity                             | Howard Tully                     | |
| 2009 | 44 Inch Chest                         | Archie                           | San Diego Film Critics Society Award for Best Cast |
| 2009 | The Gruffalo                          | Fox                              | Lồng tiếng |
| 2009 | Jackboots on Whitehall                | Goebbels                         | Lồng tiếng |
| 2010 | The Ghost Writer                      | Paul Emmett                      | |
| 2010 | Burke and Hare                        | Dr. Robert Knox                  | |
| 2011 | The Green Hornet                      | James Reid                       | |
| 2011 | The Conspirator                       | Reverdy Johnson                  | |
| 2011 | The Kennedys                          | Joseph P. Kennedy, Sr.           | Series phim truyền hình Đề cử — Primetime Emmy Award for Outstanding Lead Actor in a Miniseries or a Movie Đề cử — Monte Carlo TV Festival Award for Mini-Series – Best Performance by an Actor |
| 2011 | The Debt                              | Stefan                           | |
| 2011 | The Gruffalo's Child                  | Fox                              | |
| 2011 | Mission: Impossible – Ghost Protocol  | IMF Secretary                    | Uncredited |
| 2012 | The Best Exotic Marigold Hotel        | Graham                           | Đề cử — British Independent Film Award for Best Supporting Actor Đề cử — Screen Actors Guild Award for Outstanding Performance by a Cast in a Motion Picture |
| 2012 | Sleeping Dogs                         | Superintendent Pendrew           | Video game role – voice only |
| 2012 | Fury                                  | Xavier                           | |
| 2013 | The Lone Ranger                       | Latham Cole                      | |
| 2013 | Belle                                 | Lord Mansfield                   | |
| 2013 | Felony                                | Detective Carl Summer            | |
| 2014 | The Grand Budapest Hotel              | Author                           | |
| 2014 | Good People                           | DI John Halden                   | |
| 2014 | Selma                                 | Lyndon B. Johnson                | |
| 2014 | Jenny's Wedding                       | Eddie                            | |
| 2015 | Unfinished Business                   | Timothy McWinters                | |
| 2015 | Little Boy                            | Fr. Oliver                       | |
| 2015 | Bone in the Throat                    | Charlie                          | |
| 2016 | The Choice                            | Dr. Shep                         | |
| 2016 | Snowden                               | Ewen MacAskill                   | |
| 2016 | This Beautiful Fantastic              | Alfie Stephenson                 | |
| 2016 | Carrie Pilby                          | Mr. Pilby                        | |
| 2017 | Kong: Skull Island                    |                                  | |